# Sophie Lellouche
Pour les articles homonymes, voir Lellouche.

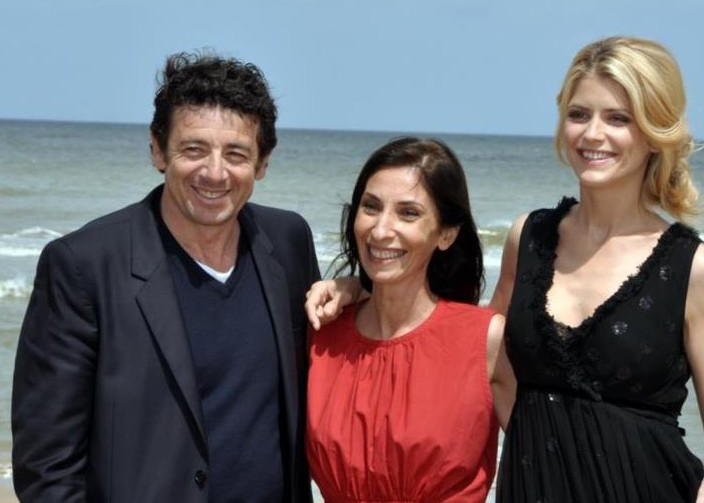
Sophie Lellouche, au centre, avec Patrick Bruel et Alice Taglioni au festival du film de Cabourg 2012.

Sophie Lellouche est une réalisatrice française. Elle met en scène le court métrage Dieu, que la nature est bien faite ! avec Gad Elmaleh et Clotilde Hesme en 1999. Elle réalise son premier long-métrage en 2012 avec Paris-Manhattan, film pour lequel elle réunit Woody Allen, Alice Taglioni et Patrick Bruel.

## Parcours
En juillet 2012, Sophie Lellouche sort son premier film au cinéma, Paris-Manhattan. Les critiques évoquent une bonne idée de base, mais un scénario trop maigre, et un Woody Allen omniprésent dans le film (jusque dans le titre du film).

## Filmographie
- 1999 : Dieu, que la nature est bien faite ! (court-métrage)
- 2012 : Paris-Manhattan